# Neocordyloporus asperus
Neocordyloporus asperus är en mångfotingart som beskrevs av Carl 1905. Neocordyloporus asperus ingår i släktet Neocordyloporus och familjen Chelodesmidae. Inga underarter finns listade i Catalogue of Life.